# Zérnino
Zérnino (en rus: Зернино) és un poble del krai de Perm, a Rússia, que en el cens del 2010 tenia 315 habitants.